# Natalija Pečonkina
Natalija Aleksandrovna Pečonkina-Čistjakova (rusko Наталья Александровна Печёнкина-Чистякова), ruska atletinja, * 15. julij 1946, Sahalin, Sovjetska zveza.
Nastopila je na olimpijskih igrah v letih 1968 in 1972, leta 1968 je osvojila bronasto medaljo v teku na 400 m, leta 1972 pa osmo mesto v štafeti 4×400 m. Na evropskem prvenstvu leta 1971 je osvojila bronasto medaljo v štafeti 4×400 m, na evropskih dvoranskih prvenstvih pa zlati medalji v teku na 400 m in v štafeti 4x200 m ter srebrno medaljo v štafeti 4x360 m.